# Eclesiogênese
Eclesiogênese (do grego ekklesía "igreja", genesis "origem") é um termo da teologia que se refere à origem da Igreja. O teólogo Leonardo Boff empregou o termo no sentido de reinvenção da Igreja.

## Conceituação de eclesiogênese
Por eclesiogênese se entende a discussão e apresentação histórica da origem da Igreja. Um outro sentido seria a discussão sobre os fundamentos originais e a própria reconsituição da Igreja, em outras palavras, uma reinvenção da Igreja.

## A gênese da Igreja
A palavra igreja vem da língua grega ekklesía e significa “assembleia”. O sentido que se dava à palavra antes de ser adotada pelos cristãos era o de “reunião de pessoas convocadas”. Assim a igreja surge como uma assembleia chamada por Deus através de Jesus Cristo para formar uma comunidade, cuja marca é amor fraterno. Esta é chamada no Novo Testamento de Corpo de Cristo.
	A origem da Igreja foi assim: depois da morte de Jesus no ano 29 da era comum, os apóstolos ficaram inquietos com o fato de terem sido testemunhas da pregação e da vida de seu mestre. Então, começaram a organizar comunidades para preservarem a memória de Jesus e conquistar novos discípulos. A Igreja teve seu início em Jerusalém, na primeira metade do século 1º da era comum.
	A Igreja primitiva se reunia nas casas. Aos domingos, havia a leitura dos textos bíblicos, comentário por parte de um apóstolo, e a segunda parte era um jantar em memória de Cristo que mais tarde passou a ser chamada de Eucaristia. Os cristãos não se distinguiam da maioria de seu tempo, apenas no testemunho de fé. Os Atos dos Apóstolos nos mostram uma comunidade unida, fraterna, onde tudo era posto em comum. Os cristãos continuavam a freqüentar o templo e eram perseverantes na fé. O cristianismo inicial era considerado uma seita do judaísmo: Pois Jesus foi um rabino, era judeu praticante e nunca foi “cristão”.
	Por isso a Igreja é chamada de Católica e Apostólica. Primeiramente, é católica porque se diferia do judaísmo e de outras religiões da antiguidade que eram nacionais, a igreja nasce aberta a todos (católico significa “universal”). Segundo, ela é apostólica porque foi fundada sob o testemunho dos apóstolos. A Igreja parte de Jerusalém e começa a evangelizar os povos vizinhos até chegar a Roma, o centro do maior império da época. Paulo se destaca como um dos grandes difusores do cristianismo.

## A difusão do cristianismo no Império Romano
A Igreja tal como é conhecida no século XXI é fruto de quase dois mil anos de desenvolvimento, muitos costumes e formas de organização foram sendo agregados à fé recebida dos apóstolos. A razão é que a Igreja foi se espalhando por todos os povos da antiguidade e recebeu diferentes formas de estruturação de acordo com os costumes locais.
	Com o passar dos anos, a geração dos apóstolos foi envelhecendo, os cristãos foram se distanciando da época de Jesus. Houve necessidade de escrever os acontecimentos sobre a vida e pregação de Jesus e dos apóstolos. Décadas mais tarde surgiram os evangelhos, e ao longo de meio século foram sendo escrito os livros do Novo Testamento. No ano 70, Jerusalém foi destruída e os cristãos se dispersaram e o ponto de referência para as comunidades cristãs passou para várias cidades como Antioquia, Corinto, Alexandria e mais tarde Roma.
	É a partir do século 2º, depois da morte dos últimos apóstolos é que a Igreja foi ganhando contornos e decidindo a sua doutrina. As tradições passaram a ser escritas e normas começaram a ser estabelecidas. Foram precisos mais de dois séculos para que o processo se completasse. A Igreja espalhou por muitas regiões distantes e surgiram modos diferentes de viver e interpretar a fé. Aqueles que sucederam os apóstolos instituíram “diretores”, os bispos para administrarem as igrejas e asseguram a transmissão fiel dos ensinamentos de Cristo.
	A Igreja cresceu em meio à dor, dois problemas foram graves: as heresias e as perseguições romanas. Houve muitos líderes de comunidades cristãs que pregaram doutrinas diferentes, as chamadas heresias. Foram necessárias discussões e reuniões para solucionar os conflitos. Assim surgiram os concílios, o primeiro foi realizado em 325 em Niceia. Nesta reunião se decidiram e puseram por escrito a síntese da fé transmitida pelos apóstolos, o texto do Creio, que é recitado nas missas.
	Os cristãos tinham de se defender das seitas que iam surgindo. Cada uma enxergava Cristo de um modo diferente: umas o consideravam só Deus, outros só homem. Os livros do Novo Testamento também foram escritos todos separados e cada Igreja reconhecia como inspirada uma lista diferente. Assim foi necessário montar uma lista (cânon), decidindo para o uso de todos, quais livros fariam parte do Novo Testamento. Foram escritos dezenas de livros, apenas 27 foram escolhidos. Depois de trezentos anos, a Igreja já havia organizado sua Bíblia e suas doutrinas.

## Época das perseguições
A Igreja teve de se formar em meio a muitas perseguições. A fidelidade aos ensinamentos de Jesus causou muitos conflitos com outras religiões da época. A Igreja sobreviveu e se fortaleceu às custas de muito sangue. Primeiramente, os apóstolos foram perseguidos pelas lideranças judaicas por afirmarem que Jesus era o Messias. Depois que a Igreja se espalhou dentro do Império Romano, vieram outros conflitos. No período de 64 a 313 houve perseguições violentas por parte dos romanos.
	As razões da rejeição pública foram algumas particularidades da fé cristã: O imperador era adorado, toleravam-se todas as religiões, mas todos deveriam prestar culto ao imperador. Os cristãos se negavam a isso, e discriminavam todo tipo de idolatria. Os cidadãos romanos passaram a considerar a postura dos cristãos como um ato de infidelidade ao imperador, de oposição política. Então, os imperadores e a opinião pública passaram a hostilizar as comunidades cristãs. O cristianismo transformou-se em uma religião clandestina.
	Os cristãos se reuniam às escondidas, tinham senhas. E quando alguém era descoberto, era julgado e condenado à morte. Os condenados eram queimados, crucificados ou jogados nas arenas para serem destroçados por feras para o divertimento do público. Neste período surgiram dois tipos de liderança muito importante para que a Igreja se reconciliasse com o império: os apologetas e os mártires.
	O cristianismo era composto inicialmente por pessoas simples e analfabetas. Com o seu exemplo, muitos filósofos e intelectuais se converteram e começaram a escrever defendendo os cristãos. Esses tentaram convencer população e imperador de que os cristãos não eram perversos. Eles foram chamados de apologetas, isto é, “defensores”. Juntamente com eles, outros assumiam a fé publicamente diante dos tribunais e eram mortos. Seus exemplos de fortaleza animavam os outros cristãos. Eles foram chamados de mártires, isto é,“testemunhas”.
	Os apologetas, os mártires e outros guardiães da fé são chamados de pais da Igreja. Porque no período de infância, perseguição e formação da Igreja, eles lutaram e defenderam a fé da Igreja. A palavra e o testemunho deles geraram a Igreja. Por isso, surgiu o costume de chamar as lideranças religiosas de pai (presente hoje nas versões “padre”, “abade” e “papa”). No século IV, o imperador Constantino se converteu ao cristianismo.
	No ano 313, baixou um decreto tirando o cristianismo da ilegalidade. Esse foi o fim das perseguições. A partir dessa época, o império passou a patrocinar a Igreja. Roma se tornou uma Igreja muito importante, sede do império. Lá também morreram Pedro e Paulo. Então, a Igreja ganhou o adjetivo “romana”. Formando-se a denominação Igreja Católica Apostólica Romana. Na antiguidade, as igrejas eram reconhecidas pelo nome do lugar, por exemplo: igreja de Antioquia, igreja de Corinto. E cada comunidade era chamada de igreja, quando se falava católica, então, se referia à comunhão de todas elas.

## A transmissão da fé
A Igreja chegou até o século XXI através de uma longa de história de acertos e erros. Ela foi se constituindo aos poucos e com a ajuda de muita gente. E muitos deles cometeram erros que prejudicaram a trajetória da Igreja. Então, hoje quando queremos examinar a Igreja na sua forma apostólica, devemos conhecer as origens e principalmente o ensinamento dos pais da Igreja.
	A Igreja sempre foi constituída de igrejas. Mas depois de a Igreja ter se consolidado, em 1054, houve uma divisão entre Igreja do Oriente e Igreja do Ocidente. O fato é que muitos não conseguiram levar adiante a parceria entre Igreja e Estado sem se corromper. Depois em 1517, houve uma segunda divisão com Martinho Lutero. As divisões foram motivadas pelo desejo de uma Igreja pura, sem desvios da doutrina dos apóstolos. Nos séculos seguintes, surgiu uma multidão de igrejas antagônicas.
	Ao examinar a vida dos primeiros cristãos, observa-se que havia muitas diferenças entre as comunidades, mas não havia uma guerra de igrejas.Isso só surge mais tarde. Além disso, o exemplo comum vem dos apóstolos. Se lermos sem preconceitos os escritos antigos, entendemos que podemos conviver pacificamente porque a fé cristã é simples: “Amai-vos uns aos outros como eu vos amei”. O princípio do mandamento é amar a todos, e o exemplo é o amor sem distinção que Jesus viveu. Um dia Leonardo Boff perguntou a Dalai Lama qual era a melhor religião, e ele disse “é aquela que te faz melhor”. Ou seja quem amar mais, estará se aproximando de Cristo com mais originalidade e propriedade.
	A vida dos primeiros cristãos era marcada pelo amor fraterno, pelo desapego às riquezas, pela hospitalidade, segundo o Atos dos Apóstolos. Acima de tudo, por uma comunhão cuja cabeça ou ponto de unidade é Cristo. Se alguém consegue se aproximar desse clima de amor universal, escolhe a melhor parte. Os cristãos não tinham uma vida extraordinária, cheia de dízimos, milagres e orações fantasiosas. Pelo contrário, uma vida de desafios, perseguições e ao mesmo tempo de uma fidelidade, de um amor radical, de um comprometimento.
	É preciso diferenciar práticas tradicionais, que advém da tradição e costumes das igrejas e práticas bíblicas. A primeira normalmente possui exageros, erros e desvios por causa do egoismo e pecado humano; mas as práticas bíblicas são sadias e possuem razões que o proprio criador estabeleceu. A prática do dizimo é um exemplo muito grande neste caso, pois é uma prática estabelecida no Antigo Testamento Ml.3 e sustentada por Jesus no Novo testamento (Mt.23) e que é alvo de combate da população leiga por causa do mal testemunho e prática distorcida e exagerada de algumas lideranças eclesiasticas.